# 德尔芬·洛伦扎纳
德尔芬·尼格利罗·洛伦扎纳（英語：Delfin Negrillo Lorenzana，1948年10月28日—），是菲律宾陆军将军，毕业于菲律宾军事学院，曾担任国防部长。

## 荣誉

### 外国勋章奖章
- 旭日重光章（日本，2023年4月29日公布[5]）